# Molécula diatômica
Molécula diatômica (português brasileiro) ou molécula diatómica (português europeu) é uma molécula formada por dois átomos, sejam eles do mesmo elemento ou não. A força atrativa entre os átomos de modo a efetivar a ligação é devida ao Potencial de Lennard-Jones.
Um tratamento quantitativo sobre esse tipo de ligação química só pode ser feito com bases na Mecânica Quântica.
As moléculas diatômicas podem ser determinadas com precisão, por exemplo: HCl ou O2 